# Melanitis gigantea
Melanitis gigantea är en fjärilsart som beskrevs av Hans Fruhstorfer 1908. Melanitis gigantea ingår i släktet Melanitis och familjen praktfjärilar. Inga underarter finns listade i Catalogue of Life.